# أرون جونز
أرون جونز (بالإنجليزية: Aaron Jones)‏ (1 يناير 1881 المملكة المتحدة - 1 يناير 1954 يوركشاير المملكة المتحدة) هو لاعب كرة قدم بريطاني سابق كان يلعب كمهاجم.